# Стаганор
Стаганор — македонский сатрап Согдианы в IV веке до н. э.

## Биография
Согласно сообщению Юстина, позже воспроизведённому Орозием, после смерти Александра Македонского правителем отдельной Согдийской сатрапии стал Стаганор, родом из кипрского города Солы. По мнению Кошеленко Г. А., Стаганор был наряду со Стасанором и Стасандром ещё одним уроженцем Кипра, сумевшим добиться столь высокого поста.
Ряд других исследователей считают недоказанным как образование отдельной сатрапии в Согдиане, так и существование самого Стаганора. Стоянов Е. О., в частности, отметил, что имя «Стаганор» вообще не является известным в греческом мире, и его не упомянули ни Диодор Сицилийский, ни Арриан. Возможно, речь идёт об ошибке Юстина, спутавшего события, происходившие при первом разделе в Вавилоне в 323 году до н. э. и при перераспределении в Трипарадисе в 321 году до н. э., и речь идёт о Стасаноре.